# Puliciphora destituta
Puliciphora destituta är en tvåvingeart som beskrevs av Ronald Henry Lambert Disney 1999. Puliciphora destituta ingår i släktet Puliciphora och familjen puckelflugor. Inga underarter finns listade i Catalogue of Life.